# Creeper World
Серия игры Сreeper World (рус. Мир Ползуна) — игра с элементами Tower Defense и стратегии в реальном времени, разработанная студией Knuckle Cracker и выпущенная 27 июля 2009 года.

## Сюжет

### Описание первого уровня
Город Один с населением 49825 человек — последний оплот человечества. Он находится на планете Надежда (Hope). Город отлично обосновался на горе и застроил всё коллекторами. Но у него всего 4 фрактальных лазера для защиты. Их заранее предупредили о неземной цивилизации. Город успел подготовиться к защите. Враг прибыл… Город отчаянно сопротивляется и не подпускает близко к себе, изматывая врага в оппозиционной войне. Но так не возможно долго продержаться. Город запускает тотемы и даёт дёру.

## Игровые объекты

### Ландшафт
Он играет немаловажную роль, так как враги передвигаются, подчиняясь гравитации.

### Излучатели (Emitters)
Враги. Они испускают синюю жидкость, которая разъедает всё, кроме ландшафта. В то же время она очень уязвима для оружия, и одного выстрела может хватить, чтобы заставить жидкость высохнуть. Она подчиняется закону гравитации, и впадина на ландшафте может задержать её на несколько минут.

### Главный излучатель (Emitter nexus)
Главный излучатель. Его можно узнать из-за большой величины. Появляется на последнем уровне.

### Споры
Враги. Периодически появляются из-за границ карты на некоторых уровнях. Они при падении разбрызгивают эту едкую жидкость, но она быстро высыхает. Метеориты могут быть уничтожены только установками ПВО и «Тором».

### Стены
Постройки, представляющие собой зелёные блоки. Они способны задерживать врага на небольшое время. А неразъедаемые блоки задержат на неопределённое время. Неразъедаемые блоки розового цвета и состоят из «кразониума» («crazonium»).

### Город Один (The Odin City)
Последняя надежда людей на выживание. Единственный выживший город. Он же и главный игровой объект. Способен воспроизводить стройматериалы для постройки зданий, энергию для тотемов и боеприпасы для пушек. Все здания обязательно должны с ним контактировать. Если город уничтожен, то миссия провалена. Если много зданий строить одновременно, то в городе закончится энергия. Он также способен передвигаться самостоятельно, но на многих миссиях он защищён от передвижений.

### Тотем
Игровой объект, который нужно запустить.

## Постройки

### Коллектор (Collector)
Базовое строение. Осуществляет добычу энергии и связь с прочими зданиями. Чем больше площадь, покрываемая коллекторами, тем больше энергии

### Ретранслятор (Relay)
Строение, осуществляющее связь на больших расстояниях и ускоренную поставку ресурсов, но при этом не добывает энергии.

### Реактор (Reactor)
Здание, воспроизводящее энергию.

## Оружие

### Пушка (cannon)
Основная боевая единица. Очень высокая скорострельность и дешевизна выстрела (1 энергопакет = 5 выстрелов). Пробивает несколько слоёв, как и миномёт, но на небольшой площади. действенно против тонких слоёв ползунов. Но при этом он не может атаковать врага, который находится выше, а также не стреляет через стену. Наиболее разумно располагать лазер на высотах, обеспечивая полное покрытие местности.

### Миномёт (Mortar)
Обладает большим радиусом поражения, способен уничтожить врага, даже если он находится выше, а также стреляет через стены. Наиболее эффективно применять миномёт против «глубоких» противников. Например, с помощью этого оружия очень просто осушить даже целое озеро. Достаточно высокая стоимость выстрела. 2 энергопакета — 1,2 выстрела

### База ботов (Drone)
База, вмещающая бомбардировщик, способный атаковать наземного врага, где бы он ни был. Несмотря на высокую себестоимость, это очень сильное оружие. 25 энергопакетов — 1 заезд. Но нужно указать место бомбардировки, и бомбардировщик после атаки должен вернуться на базу для дозаправки и перезарядки.

### Тор (Thor)
Сильнейший козырь города Одина. Хоть его стоимость и очень высока, он способен атаковать любого врага, где бы он ни был, по всему периметру карты. После исследования технологии «Тор» его надо построить и указать ему место бомбардировки, и он зависнет там на неограниченное время без надобности в дозаправке и перезарядке.
Данный юнит можно построить только в одном экземпляре и только в последней миссии кампании.

## Способности зданий
Военные здания и сам город можно передвигать на любую позицию. Они имеют небольшую устойчивость к ползунам.

## Критика
IGN отмечает, что «в Creeper World особенно не на что посмотреть, но определённо есть на что в плане геймплея». Критики в лице PC Games and Reviews и Out of Eight в своих рецензиях оценили игру в 80/100 и 6/8 соответственно.